# Slovenski šolski muzej
Slovenski šolski muzej je osrednji slovenski muzej na področju šolstva. Muzej vzdržuje stalno razstavo šolstva na Slovenskem skozi stoletja do današnjih dni. Predstavljena so zgodovinska obdobja razvoja šolstva. Šolstvo je prikazano kot del kulturnega razvoja , z literaturo , maketami , zemljevidi , preglednicami , učnimi pripomočki. Prikazan je tudi potek učnih ur naših babic in dedkov pri predmetih lepopis, prirodopis, računstvo, lepo vedenje in drugih. Potrebščine, ki jih uporabljajo učenci so: tablica, črnilo, pero, list, pisalo, torbo.

## Prikaz šolstva v času Protestantizma
Posebej je prikazano šolanje v času protestantizma, idejno in organizacijsko. Prikazani so načrti in cilji protestantske vzgoje ter izobraževanja. Za tisti čas so bili zelo napredni.

## Muzejske zbirke
Muzej vzdržuje več zanimivih zbirk, črnih knjig, zlatih knjig, zvezkov, spričeval, šolskih učil, letnih šolskih poročil, različno šolsko opremo, klopi, table, pripomočke za pisanje in drugo. Pripravljajo tudi občasne razstave s predstavitvijo nekoč sodobnih tehničnih pripomočkov, glasbil, šolskega radia, magnetofonov itd.

### Prikaz zbirke o šolskem radiu
Začetki rednega oddajanja radijskega programa v eter so se pričeli v ZDA, v prvem desetletju 20. stoletja, kot sledi;
- leta 1910 - prve redne oddaje v ZDA, število poslušalcev je omejeno, posluša se s slušalkami na aparatih detektorjih in kasneje audionih,
- leta 1920 - v Združenem kraljestvu Velike Britanije in Irske prične oddajati radio BBC,
- leta 1920 - prične v ZDA delovati prvi šolski radio,
- leta 1922 - prične delovati radio v Franciji in na Danskem,
- leta 1923 - prične delovati radio v Nemčiji,
- leta 1924 - prične delovati šolski radio v Veliki Britaniji,
- leta 1926 - prične delovati prva radijska postaja v Jugoslaviji, v Zagrebu,
- leta 1927 - prične delovati prvi šolski radio v Nemčiji,
- leta 1928 - prične redno delovati radio Ljubljana v Sloveniji,
- leta 1931 - prične redno oddajati šolski radio v Sloveniji, po vzoru odajanja šolskih radiev v Veliki Britaniji in Nemčiji. Radio je bil takrat že izpopolnjen z izboljšanimi elektronkami in ojačevalci zvoka, zato ga je lahko poslušalo večje število poslušalcev, učencev, hkrati. Slušalke niso bile več potrebne.

Radiofonija je omogočila veliko dopolnitev in popestritev v rednem izobraževalnem procesu šol, kjer je bilo ta radijski program mogoče sprejemati, množina informacij iz domačega okolja in Sveta se je zelo povečala. Med drugo svetovno vojno je bil šolski radio ukinjen, po njej pa se je ponovno razvil in tehnično izpopolnil. Danes pa se ne ve, katero ministrstvo ga pokriva!